# Masdevallia os-viperae
Masdevallia os-viperae är en orkidéart som beskrevs av Carlyle August Luer och Angel Andreetta. Masdevallia os-viperae ingår i släktet Masdevallia och familjen orkidéer. Inga underarter finns listade i Catalogue of Life.